# High 'n' Dry
High 'n' Dry es el segundo álbum de estudio de la banda británica de hard rock Def Leppard, publicado en 1981. La canción "High 'n' Dry (Saturday Night)" fue ubicada en la posición n.º 33 entre las cuarenta canciones más importantes de metal según VH1. La portada del álbum fue obra de la compañía de diseño Hipgnosis.

## Lista de canciones
| Lado 1 |                                 |                                       |          |  |
| N.º    | Título                          | Escritor(es)                          | Duración |  |
| 1.     | «Let It Go»                     | Joe Elliott, Pete Willis, Steve Clark | 4:43     |  |
| 2.     | «Another Hit and Run»           | Joe Elliott, Rick Savage              | 4:59     |  |
| 3.     | «High 'n' Dry (Saturday Night)» | Elliott, Clark, Savage                | 3:27     |  |
| 4.     | «Bringin' On the Heartbreak»    | Elliott, Willis, Clark, Lange         | 4:34     |  |
| 5.     | «Switch 625»                    | Clark                                 | 3:03     |  |

| Lado 2 |                                      |                                    |          |  |
| N.º    | Título                               | Escritor(es)                       | Duración |  |
| 6.     | «You Got Me Runnin'»                 | Elliott, Willis, Clark             | 4:23     |  |
| 7.     | «Lady Strange»                       | Elliott, Willis, Clark, Rick Allen | 4:39     |  |
| 8.     | «On Through the Night»               | Elliott, Clark, Savage             | 5:06     |  |
| 9.     | «Mirror, Mirror (Look into My Eyes)» | Elliott, Clark, Savage             | 4:08     |  |
| 10.    | «No No No»                           | Elliott, Willis, Savage            | 3:13     |  |

## Personal
- Joe Elliott – voz
- Pete Willis – guitarra
- Steve Clark – guitarra
- Rick Savage – bajo
- Rick Allen – batería